# رضا الخياط
رضا الخياط أو رضا عبد الكريم (1 حزيران 1954 -) مغنٍّ وملحن وشاعر غنائي عراقي إشتهر منذ ألبومه الأول عام 1971 بأغان ذاع صيتها وغناها عنه الكثير من المغنين العرب حتى أصبحت تراثاً شرق أوسطي، من أبرزها "بين العصر والمغرب" 1971 و«يا بو عقال وكفية» 1973 و«جنة يا وطنّا» 1977.
يعتبر من أهم رواد ما يسمى «الأغنية السبعينية» الشبابية الشعبية في العراق التي تعتبر متميزة بشكل ثوري عن سابقاتها ومؤثرة بشكل طاغ في ما أتي بعدها.

## خطه الغنائي
تميز رضا الخياط بأغان ذات إيقاع هادئ، وتبدأ معظم أغانيه المسجلة بموال مغنى يغلب عليه طابع حزين هادئ، وسجل بصوته أكثر من 150 أغنية غناها باللغة العربية بلهجات عراقية دارجة، كما لحن له كبار نجوم التلحين العراقي منهم جعفر الحفاف، وطالب القره غولي، وطارق الشبلي ورضا علي وكوكب حمزة وذياب خليل ومحسن فرحان، وحسين السماوي وحميد البصري، كما كتب له كبار شعراء الأغنية العراقية منهم كريم العراقي وناظم السماوي وحسن الخزاعي وكريم راضي العماري وكاظم السعدي وداود الغنام وسعد صبحي، كما غنى عنه أغانيه مشاهير المطربين العرب منهم سميرة توفيق وسعدون جابر وماجد المهندس وعاصي الحلاني وميريام عطا الله وأسعد الجابر وعبد الباسط الساروت وشذى حسون ومهند محسن وعلي العيساوي وقاسم النجار ومصطفى العزاوي وعلي الديك وهشام الحاج وشفيق كبها. وقدم أعمالاً مشتركة مع كبار المطربين العراقيين منهم كاظم الساهر وياس خضر وماجد المهندس ومحمد عبد الجبار.

## نشأته وحياته الشخصية
ولد رضا عبد الكريم الخياط في قضاء الحي من محافظة واسط في العراق، ولقب بالخياط لان والده وأعمامه كانوا يعملون بمجال الاقمشة والخياطة، وكانت بداياته الغنائية مع فرقة الموشحات العراقية في الستينات، وفي عام 1972 تم اعتماده مطرباً في دائرة الإذاعة والتلفزيون العراقية، وكان مثل ذلك الاعتماد بالغ الصعوبة ويخضع لإختبارات وشروط صارمة من قبل لجنة خبراء. 

## حياته الاسرية
له بنتان وثلاثة اولاد من زوجته التي قدم لها أغنية «شريكة حياتي». سنة 2012. من بين أولاده مغنيان هما وثاب الخياط وماهر رضا (1992-2016) الذي توفي في شبابه وفاة طبيعية ورثاه رضا بأغنية «صوت بالباب».

## أغانيه عن الطيور
إشتهر رضا بتغنيه بالطيور وخصوصاً الحمام الزاجل الذي يمثل له حرية التواصل مع الأحبة في الغربة وأهمية التراحم والسلام بين الناس. من أشهر أغانيه عن الطيور: 
- يا حمام (بلغ احبابي من عندي السلام) 1973 لحن لجعفر الخفاف
- والله يا طير الحمام: كلمات حسن الخزاعي ولحن محسن فرحان
- سافرت روحي حمام: كلمات كريم راضي العماري لحن لجعفر الخفاف
- ويا الطيور الطايرة: كلمات كاظم السعدي لحن عباد عبد الكريم، غناها عنه سعدون جابر
- افرد جناحك يا طير: كلمات كريم العراقي، لحن طالب القرة غولي

## أغانيه الوطنية والقومية
في فترة الثمانينيات أدى كثيراً من الأغاني الحماسية التي كانت تهدف إلى رفع معنويات الجيش والشعب العراقي أثناء حرب الخليج الأولى. من أشهر أغانيه الوطنية: 
- نفط العرب للعرب 1973 بمناسبة إعلان حظر تصدير النفط
- جنة جنة جنة جنة يا وطنّا 1977، غناها عنه ماجد المهندس وبعدها العديد من المطربين العرب لتصبح تراثاً شرق أوسطي وغنيت بلغات أخرى
- الله يا بلدي
- كلنا حرس جمهوري
- صقر السمتية
- عفية رجال 2003 بمناسبة الغزو الأمريكي الوشيك وقتها. كلماتها مستوحاة من مصطلح «عفية» الذي اشتهر صدام حسين بإطلاقه على من يريد تشجيعه ومباركته
- لا للدم 2013 كلمات حسن الخزاعي، لحن رضا الخياط، ضد الطائفية
- إمارات الخير 2017 أغنية قومية يعبر فيها عن حبه وامتنانه لدولة الإمارات العربية المتحدة

## أغان عاطفية أخرى
- بين العصر والمغرب 1971 كلمات سعيد صبحي، الحان جعفر الخفاف، سجلت لتلفزيون العراق سنة 1980 وغناها بعده العديد من المطربين العرب منهم أسعد جابر وماجد المهندس لتصبح تراثاً شرق أوسطي
- مرحبا 1979 كلمات كاظم السعدي، الحان جعفر الخفاف
- مدلل
- تدلل علي تدلل: كلمات سيف الدين ولائي، الحان رضا علي الذي غناها أيضاً بصوته وغناها عنه علي العيساوي وعادل المختار
- يا بو عقال وكفية: غناها عنه كثيرون منهم عاصي الحلاني وميريام عطا الله وعلي الديك وهشام الحاج وشفيق كبها ورنا
- تكبر فرحتي
- الصبر (أحرق بروحي حرق) كلمات كاظم الخطيب، لحن جعفر الخفاف
- ويلاه واويلاه
- مغرورة: كلمات رضا الخياط وخالد العامري، غناها عنه ماجد المهندس
- بحار: كلمات ناظم السماوي، لحن جعفر الخفاف
- بيدك علي سهام ترمي
- يصبرني
- صوبت قلبي أميرة
- بعدك صغيرة عالسهر
- الغرام حاكم
- ساعي البريد
- ليش سهرانة
- غربتك طالت يا ابني
- الخليجية: إنتاج مجموعة النظائر الإعلامية – الكويت
- دادة: إنتاج مجموعة النظائر الإعلامية – الكويت
- المحطة
- أميرة
- وين الوعد
- شريكة حياتي 2012 كلمات كريم العراقي
- صوت الباب 2016

## مسرح
- جذور الحب: مسرحية في ثمانينات القرن العشرين مع كاظم الساهر

## تلفزيون
- أبو البلاوي 1979 مسلسل

## كتابات
- نهرين: ديوان شعر
- أيام وصور وحكايات: سيرة ذاتية
- حب على ضفاف دجلة: قصة